# Friedrich August Kummer

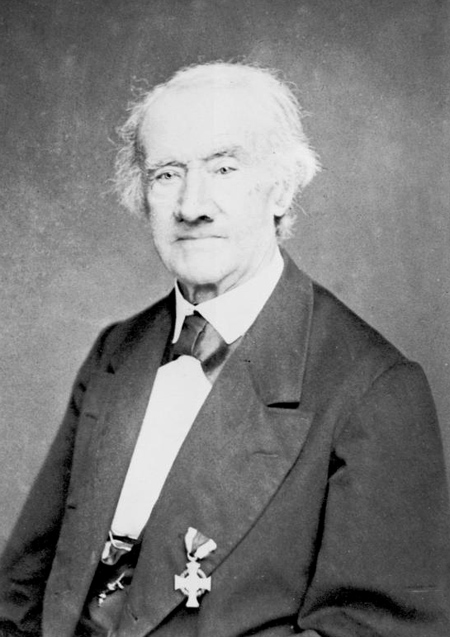
Friedrich August Kummer.

Friedrich August Kummer, född den 5 augusti 1797 i Meiningen, död den 22 december 1879 i Dresden, var en tysk violoncellist.
Kummer,  som var elev till Friedrich Dotzauer, blev 1817 anställd som cellospelare i Dresdens hovkapell. Snart blev han känd som virtuos såväl i solo- och kvartett- som i orkesterspel samt förträfflig lärare (åt Cossmann med flera). 
År 1864 tog han avsked från hovkapellet, men bibehöll en lärarplats vid konservatoriet. Kummer skrev violoncellkompositioner och musik till flera skådespel samt utgav en violoncellskola.